# Orde van de Somalische Ster
De Orde van de Somalische Ster is, of was, want het land heeft al jaren geen regering meer, een ridderorde van de Republiek Somalië. De orde werd op 12 februari 1961 ingesteld en kent de gebruikelijke vijf graden. De Somalische president is de Grootmeester van de orde
Het kleinood is een vijfpuntige ster met vijf in de lengte gedeelde blauw-wit geëmailleerde armen.
In het witte medaillon is een luipaard afgebeeld. Als verhoging is een kleine gouden halve maan met dito ster daarboven, een symbool van de Islam gemonteerd. Op de keerzijde staat in het medaillon het monogram "RS".  Het lint is blauw-wit-blauw.
De zilveren ster van de orde is rond. Daarop is een kleinood, in dit geval mèt de verhoging, gelegd.
Het grootkruis werd aan staatshoofden verleend. De orde komt voor op de Lijst van ridderorden van Maarschalk Tito.